# Jagaraga (Sawan)
Jagaraga is een bestuurslaag in het regentschap Buleleng van de provincie Bali, Indonesië. Jagaraga telt 2657 inwoners (volkstelling 2010).